# Philipp Raimund
Philipp Raimund (23 giugno 2000) è un saltatore con gli sci tedesco.

## Biografia
Raimund, attivo dal 2014, ai Mondiali juniores di Kandersteg/Goms 2018  e di Lahti 2019 ha vinto la medaglia d'oro nella gara a squadre; ha esordito in Coppa del Mondo il 29 dicembre 2019 a Oberstdorf (34º) e ai successivi Mondiali juniores di Oberwiesenthal 2020 ha conquistato la medaglia di bronzo nella gara a squadre. Il 14 gennaio 2023 ha ottenuto il primo podio in Coppa del Mondo, nella gara a squadre disputata a Zakopane (3º) e l'8 febbraio 2025 la prima vittoria, nella gara a squadre mista di Lake Placid; ai Mondiali di Trondheim 2025, sua prima presenza iridata, si è classificato 15º nel trampolino normale, 5º nel trampolino lungo, 4º nella gara a squadre e 4º nella gara a squadre mista. Non ha preso parte a rassegne olimpiche.

## Palmarès

### Mondiali juniores
- 3 medaglie:
  - 2 ori (gara a squadre a Kandersteg/Goms 2018; gara a squadre a Lahti 2019)
  - 1 bronzo (gara a squadre a Oberwiesenthal 2020)

### Coppa del Mondo
- Miglior piazzamento in classifica generale: 20º nel 2024
- 6 podi (1 individuale, 5 a squadre):
  - 1 vittoria (a squadre)
  - 2 secondi posti (1 individuale, 1 a squadre)
  - 3 terzi posti (a squadre)

#### Coppa del Mondo - vittorie
| Data            | Località    | Nazione     | Trampolino                                                             |
| --------------- | ----------- | ----------- | ---------------------------------------------------------------------- |
| 8 febbraio 2025 | Lake Placid | Stati Uniti | MacKenzie HS128 (con Agnes Reisch, Selina Freitag e Andreas Wellinger) |